# Ени
Ени (фр. Aigny) насеље је и општина у североисточној Француској у региону Шампањ-Арден, у департману Марна која припада префектури Шалонс ан Шампањ.
По подацима из 2004. године у општини је живело 211 становника, а густина насељености је износила 19 становника/km². Општина се простире на површини од 11,24 km². Налази се на средњој надморској висини од 77 метара.

## Демографија
| 1962. | 1968. | 1975. | 1982. | 1990. | 1999. | 2011. |
| ----- | ----- | ----- | ----- | ----- | ----- | ----- |
| 196   | 207   | 211   | 218   | 192   | 189   | 244   |

График промене броја становника у току последњих година